# Ибрагимов, Салимхан Джибраилович
Салимхан Джибраилович Ибрагимов (род. 19 ноября 1996 года, Кардоновка, Кизлярский район, Дагестан, Россия) — российский профессиональный кикбоксер и тайский боксер аварского происхождения, выступающий в легком весе до 70 кг. Чемпион мира по версии WBC Muay Thai (2023 — н.в.) в легком весе.

## Биография
Салимхан Ибрагимов родился в Дагестане, где начал заниматься вольной борьбой, самбо и ушу-саньда.
В 11 лет вместе с родителями переехал в Нижневартовск, где долгое время менял школы из-за драк с одноклассниками.
В 14 лет впервые попал на тренировку по тайскому боксу, что стало определяющим в его карьере.

## Любительская карьера
В 2014 году Салимхан Ибрагимов одержал победу на Первенстве России в Севастополе и вошел в состав сборной России по тайскому боксу. В этом же году завоевал серебряную медаль на Первенстве Европы.
В 2016 году одержал победу на Всероссийском турнире среди мужчин, который проходил в Новосибирске.

## Профессиональная карьера
Первый профессиональный бой Салимхан Ибрагимов провел в Сургуте в возрасте 15-и лет в весовой категории до 51 килограмма. По очкам он одержал победу над Тамерланом Калыковым.
В мае 2018 года завоевал пояс чемпиона мира WMC среди профессионалов в весовой категории до 70 кг
В 2018 году Салимхан Ибрагимов подписал контракт с лигой RCC Fair Fight, а после первых побед получает предложение переехать в Екатеринбург, чтобы тренироваться в команде «Архангел Михаил».
В 2020 году получил право на бой за титул чемпиона мира WBC Muay Thai в весовой категории до 77 кг, но уступил по очкам.
В 2022 году Салимхан получил приглашение на съемки реалити-шоу лиги Enfusion, по итогам которого подписал контракт с лигой.
4 февраля 2023 года Салимхан Ибрагимов стал чемпионом мира по версии WBC Muay Thai в весовой категории до 72,5 кг. Единогласным решением он одержал победу над действующим чемпионом — Виктором Хьюго. Награждение проводил президент Всемирного боксерского совета бокса Маурисио Сулейман.
В майском 2023 рейтинге тайбоксеров в 73 кг Combat Press занимает на 2 строчку, поднявшись на 9 пунктов и опережая Юсефа Ассуика.

## Титулы и достижения
2014 Золото Первенства России по тайскому боксу
2014 Серебро России по тайскому боксу
2018 Чемпион мира среди профессионалов по версии WMC I-1
2023 Чемпион мира WBC Muay Thai в весовой категории до 72,5 кг

## Общественная деятельность
12 февраля 2023 года Салимхан Ибрагимов вошел в число амбассадоров Департамента туризма Таиланда

## Статистика профессиональных поединков
| видео | дата       | результат | соперник     | вес, кг | статус боя           | событие                                  | место   | решение                    | раундов |
| 39    | 04.02.2023 | победа    | Виктор Хьюго | 72,5    | WBC Amazing Festival | Бой за титул чемпиона мира WBC Muay Thai | Таиланд | единогласное решение судей | 5       |
| ----- | ---------- | --------- | ------------ | ------- | -------------------- | ---------------------------------------- | ------- | -------------------------- | ------- |